# Godsvagn SJ F 391121

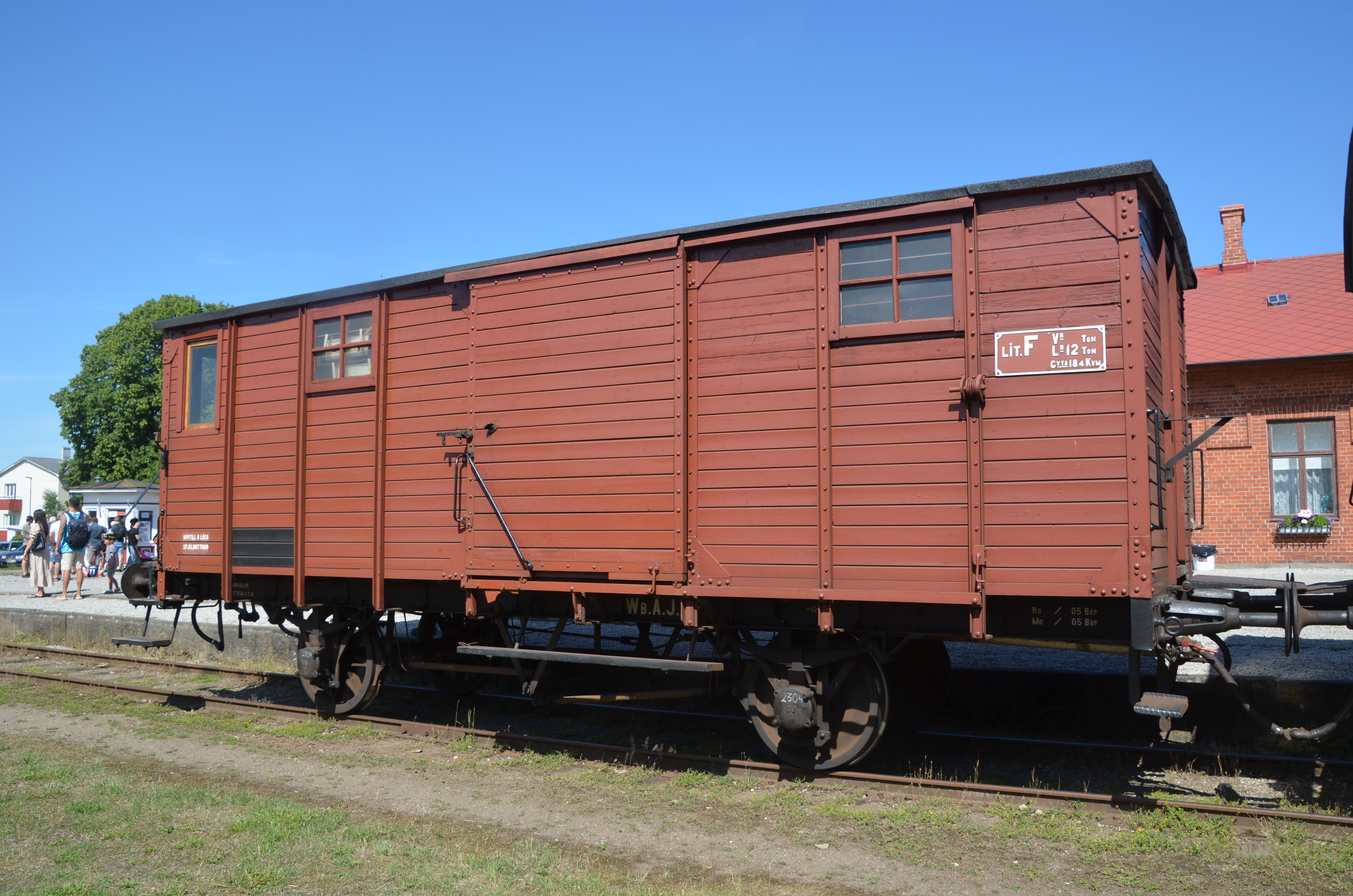
Godsvagn SJ F 391121 på Sankt Olofs station

Godsvagn SJ F 391121, tidigare VbÄJ F 25 och SJ F 391121, är en godsvagn som också gått som kabelvagn på Statens Järnvägar med benämningen 10bs Beredskapsvagn 152.
Den täckta godsvagnen tillverkades 1910 av Svenska Järnvägsverkstäderna i Linköping för Varberg-Ätrans Järnväg. När denna järnväg förstatligades 1937, fick vagnen nytt SJ-nummer 391121. År 1939 byggdes vagnen om till beredskapsvagn (kabelvagn) nr 152. Den tilldelades SJ:s 10:e bansektion i Malmö, som fanns mellan 1902 och 1964, med detta namn från 1929.
Den ombyggdes och ommärktes senare till 1dd Tjv 725, och ommärktes igen 1969 till Qgl 946 1010. 
Efter att ha varit placerad på SJ-skolan i Harlösa, kom vagnen 1972 till Skånska Järnvägar. Vagnen genomgick en omfattande renovering hos Skånska Järnvägar. Den ingår idag i Skånska Järnvägars trafiktåg och kan oftast ses i trafik som resgodsvagn på museibanan mellan Brösarp och Sankt Olof.

## Bildgalleri

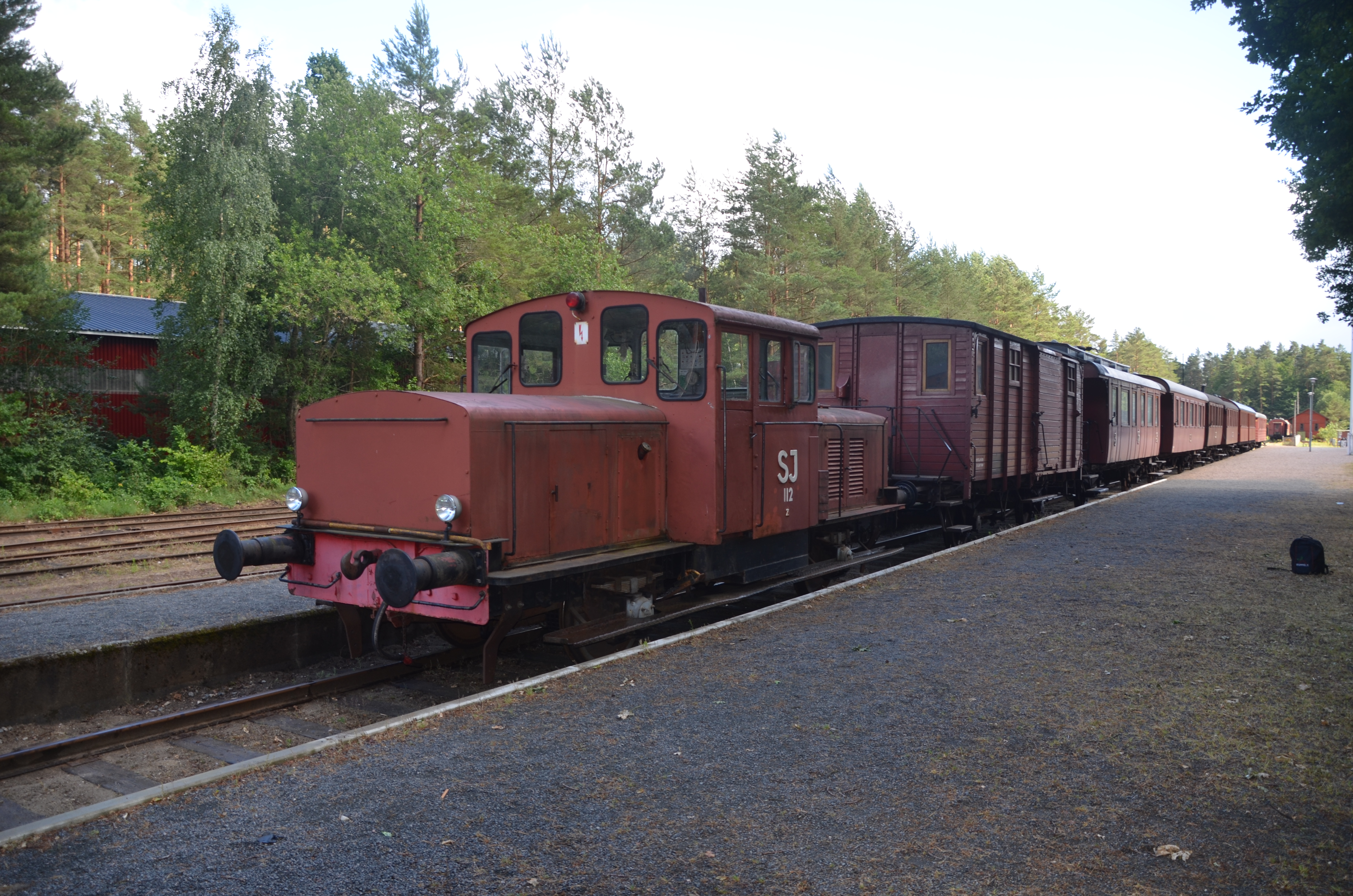
SJ F 391121 efter Skånska Järnvägars lok SJ Z49 112 på Brösarps station
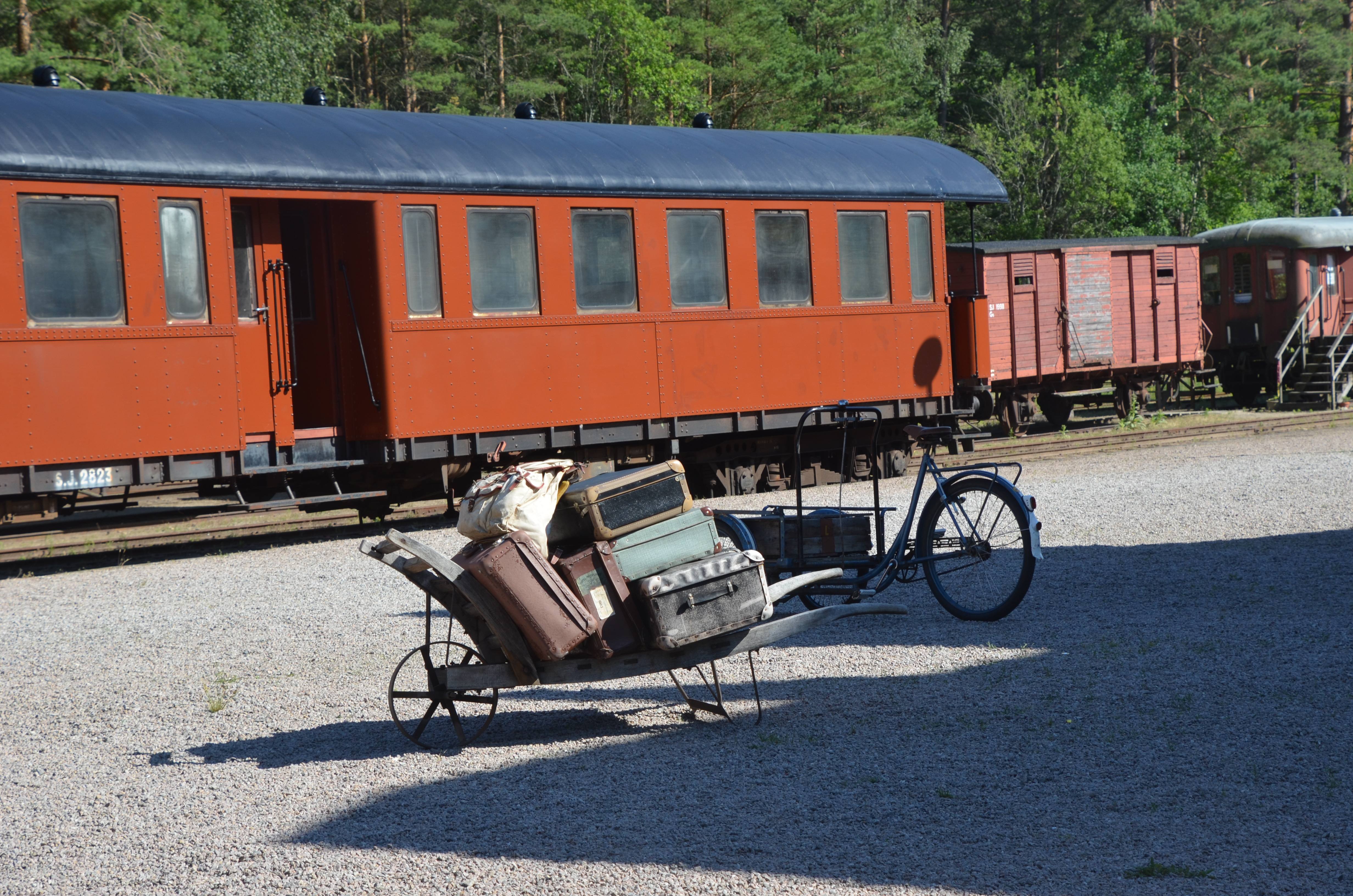
Kärra för polletterat resgods på Brösarps station